# Клейка
Клейка (бел. Клейка) — нежилая деревня в Червенском районе Минской области. Входит в состав Колодежского сельсовета.

## Географическое положение
Находится примерно в 8 километрах к северо-востоку от райцентра, в 70 км от Минска.

## Природа
В 200 метрах к северо-западу от деревни расположен внутрихозяйственный песчаный карьер, его  территория планируется к рекультивации.

## Археология
В районе деревни были обнаружены старинные пуговицы французского производства, свидетельствующие о пребывании в этих местах французских солдат в период Отечественной войны 1812 года.

## История
Населённый пункт был основан в 1923 году как посёлок Клейка на бывших помещичьих землях. С 1924 года упоминается как деревня, 20 августа 1924 года вошла в состав вновь образованного Домовицкого сельсовета Червенского района Минского округа (с 20 февраля 1938 — Минской области). Согласно переписи населения СССР 1926 года в деревне насчитывалось 5 домов, проживали 22 человека. Во время Великой Отечественной войны 4 жителя деревня погибли на фронтах. 25 июля 1959 года в связи с упразднением Домовицкого сельсовета деревня вошла в Колодежский сельсовет. На 1960 год здесь жили 28 человек. В 1980-е годы деревня относилась к совхозу «Домовицкий». На 1997 год здесь насчитывалось 4 дома, проживали 4 человека. На 2013 год постоянное население деревни отсутствует. Согласно переписи населения Белоруссии 2019 года постоянное население деревни не учтено, однако, по местным данным, на начало года в деревне была как минимум одна жительница, в результате её обращений периодически проводилось профилирование (выравнивание) деревенской дороги, качество которой в межсезонье значительно ухудшается.

## Население
- 1926 — 5 дворов, 22 жителя
- 1960 — 28 жителей
- 1997 — 4 двора, 4 жителя
- 2013 — постоянное население отсутствует